# A-2505
La A-2505 es una carretera autonómica de tercer orden situada en la comunidad autónoma de Aragón, en la provincia de Zaragoza. Empieza en el municipio de Ateca y termina en Munébrega en la A-202. Tiene una longitud de aproximadamente de 13 km. y atraviesa las localidades de Valtorres y La Vilueña.
- Datos: Q54002255